# Gare de Frévin-Capelle
Gare de Frévin-Capelle vasútállomás Franciaországban, Frévin-Capelle településen.

## Vasútvonalak
Az állomást az alábbi vasútvonalak érintik:
- Arras-Saint-Pol-sur-Ternoise-vasútvonal

## Kapcsolódó állomások
A vasútállomáshoz az alábbi állomások vannak a legközelebb:
- Gare de Marœuil
- Gare d’Aubigny-en-Artois